# Korpnäbbsutskott
Korpnäbbsutskott (latin: processus coracoideus) är i människans skelett ett tjockt och krökt benutskott (spina) som är dorsalt placerat vid skulderbladets laterala vinkel (angulus lateralis scapulae). Tillsammans med akromion (acromion) stabiliserar korpnäbbsutskottet axelleden (articulatio humeri).
Från sin breda bas är korpnäbbsutskottet först vridet uppåt (kraniellt) och inåt (medialt) för att sedan smalna av och vända sig framåt (ventralt) och utåt (lateralt). På det uppåtriktade avsnittet finns en konkav, slät yta där m. subscapularis passerar. 
Det horisontella partiets översida är konvext och oregelbundet och utgör fäste för m. pectoralis minor liksom gör utskottets grova laterala kant. Vid den grova mediala kanten fäster lig. coracoacromiale. Undersidan är slät. M. coracobrachialis och m. biceps brachis korta huvud (caput brevis) har sitt ursprung här. 
Flera av de ligament som förstärker nyckelbenets led vid skulderbladet sträcker sig från korpnäbbsutskottet till nyckelbenet (lig. coracoclaviculare) och till akromion (lig. coracoacromiale).